# (9629) Servet
(9629) Servet és un asteroide descobert el 15 d'agost de 1993 pel belga Eric Walter Elst a l'Observatori de Caussóus, a la Provença. La designació provisional que va rebre era 1993 PU7. Fou dedicat a l'humanista i teòleg de Vilanova de Sixena, Miquel Servet (1511-1553).